# Maastrichtse Verkennersband
De Maastrichtse Verkennersband is een muziekvereniging in de Nederlandse stad Maastricht. De vereniging is opgericht in 1953 onder de naam Trichtse Verkennersband Sterre der Zee, maar is beter bekend als Maastrichtse Verkennersband of MVB. Internationaal wordt de naam Show- and Marchingband MVB gebruikt omdat men in het buitenland veelal moeite heeft met de uitspraak van de naam Maastrichtse Verkennersband. De band maakt officieel nog onderdeel uit van Scouting Nederland, maar is volledig autonoom. Er vinden ook geen reguliere scoutingactiviteiten plaats, de focus ligt volledig op show en mars.
De vereniging heeft circa 130 leden en twee orkesten, te weten: de Show- and Marchingband MVB (o.l.v. Stefan Outjers ) en Jong MVB (o.l.v. Dennis Close). Verder worden de leden vanaf 5 jaar opgeleid onder de naam MVB Kids. Een derde orkest, MVB3 was oorspronkelijk voor het najaar van 2013 gepland, maar werd omwille van huisvestingsproblematiek op de lange baan geschoven.
De bands van de MVB hebben regelmatig meegedaan aan concoursen en festivals en daarbij vele prijzen gewonnen. In 2017 nam de Show- and Marchingband voor de achtste keer deel aan het aan het Wereld Muziek Concours (WMC) te Kerkrade. De band maakte ook naam in de mars- en showwereld met trips naar de Verenigde Staten in 2008, 2010 en 2011.

## Huisvestingsproblematiek
In mei 2015 moest de band na jarenlang getouwtrek en juridische procedures het clubgebouw aan de Victor de Stuersstraat in Maastricht verlaten. De band was sinds 1953 gehuisvest in dit voormalige buurthuis. Eigenaar woningcorporatie Servatius werd door de rechter in het gelijk gesteld, de rechter vond echter ook woningcorporatie Servatius niet geheel zonder verplichtingen was in verband met gedane toezeggingen uit het verleden. Uiteindelijk kwam er een financiële schikking.
In november 2015 kondigde de band op een informatieavond het bedrijfspand aan de Malbergsingel 6 te hebben gekocht. Het pand werd in het verleden meermaals getroffen door brand en de algemene staat kon bestempeld worden als onderkomen. Op de informatieavond werden tevens de verbouwings- en opknapplannen gepresenteerd. In het voorjaar van 2016 begon de band met behulp van een groep vrijwiligers de omgeving van het gebouw toegankelijk te maken en te zorgen dat alle ingangen afgesloten werden. Samen met het repareren van de daken, bouwklaar maken en de procedures met betrekking tot de omgevingsvergunning duurde het tot september 2016 voordat er gestart kon worden met de daadwerkelijke verbouwing. Daarna duurde het, mede dankzij de coronacrisis, tot eind 2020 voordat het gebouw, inmiddels bekend als M6, gebruikt kon worden. De verbouwing duurt nog altijd voort.